# Madona z Rudolfova
Madona z Rudolfova patří k nejcennějším památkám raně gotického sochařství v Čechách. Pochází patrně z roku 1274, z konce vlády Přemysla Otakara II., kdy byl vysvěcen českobudějovický dominikánský kostel Obětování Panny Marie. Je vystavena ve stálé expozici Alšovy jihočeské galerie v Hluboké nad Vltavou

## Historie
Socha byla nalezena Vladimírem Denksteinem roku 1937 v bývalém luteránském kostele v Rudolfově, pocházejícím ze 16. století. Sochu do něj věnovali dominikáni nebo českobudějovičtí kapucíni před rokem 1689 v době rekatolizace. Do sbírky AJG byla roku 1956 získána náhradou za sádrovou kopii, ale darovací smlouvu se nepodařilo nalézt a v expozici zůstává jen jako zápůjčka farnosti Rudolfov.

## Popis a zařazení
Socha z jedlového dřeva, vzadu vyhloubená, se zachovanou původní polychromií v obličeji. Chybí část pravé ruky Madony, která patrně držela žezlo, levá ruka Ježíška a také rouška, která pokrývala část hlavy madony. Kolem seříznutého temene sochy je patrná drážka pro nasazení koruny. Výška sochy je 141 cm. Původní polychromie drapérie, která se zčásti zachovala pod mladšími barevnými vrstvami, byla jiná – Marie měla karmínově červený šat zdobený zlatým lemem kolem výstřihu a modrý plášť se zeleným rubem, Ježíšek měl košilku korálově červenou. Sochu v letech 1946–1948 restauroval prof. Bohuslav Slánský.
Monumentální a statické pojetí sochy navazuje na kamenná sochařská díla francouzských katedrál v Remeši a Amiens, jejichž sloh se ve 13. století rozšířil do německých zemí. Souvisí se sasko-durynskou oblastí, zejména s okruhem magdeburským a naumburským. Tomu odpovídá styl řasení drapérie na pravém boku, uspořádání záhybů dolního lemu pláště a organické pojetí vztahu těla a šatu. Spodní šat je přepásán zlatým páskem, který zdůrazňuje plasticitu těla a vytváří pravidelné vertikální záhyby na prsou. Záhyby svrchního pláště, který splývá z ramen až na zem, se na levé straně sbíhají směrem k Ježíškovi, který tak tvoří ideové těžiště sochy. Madona se naklání k Ježíškovi na levém boku, a její mírně pokrčená pravá volná noha s vysunutou špičkou se rýsuje pod šatem. Gesto Ježíška, který pravou rukou hladí matčinu bradu, je byzantského původu. Není jen výrazem dětské hravosti, ale ukazuje na Pannu Marii jako prostřednici milosti a může být zpodobením výroku Krista na Kříži: „Hle Matka tvá“ a odkazovat tak k jeho vykupitelské smrti. Symbolický význam má i bosé chodidlo dítěte, které je narážkou na Kristovo pozdější obětování.
Názory na dataci díla se různí. Podle některých formálních znaků (mísovité záhyby drapérie na pravé straně) lze dílo zařadit do období konce 13. století, ale gestem Ježíška (shodně též Madona ze Strakonic) se socha hlásí k novému slohu, který se vyznačuje vertikalitou a odhmotněním.

### Detaily

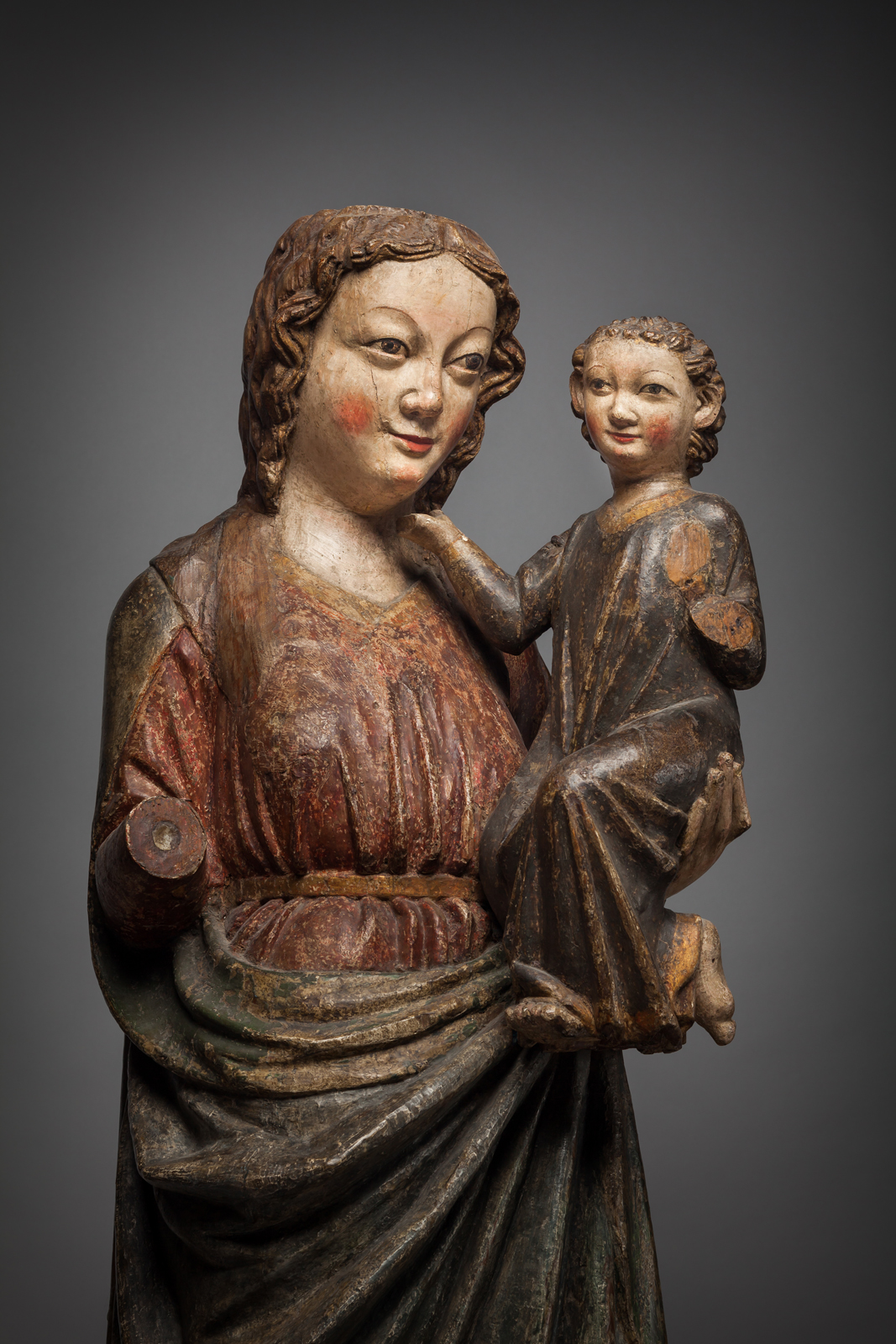
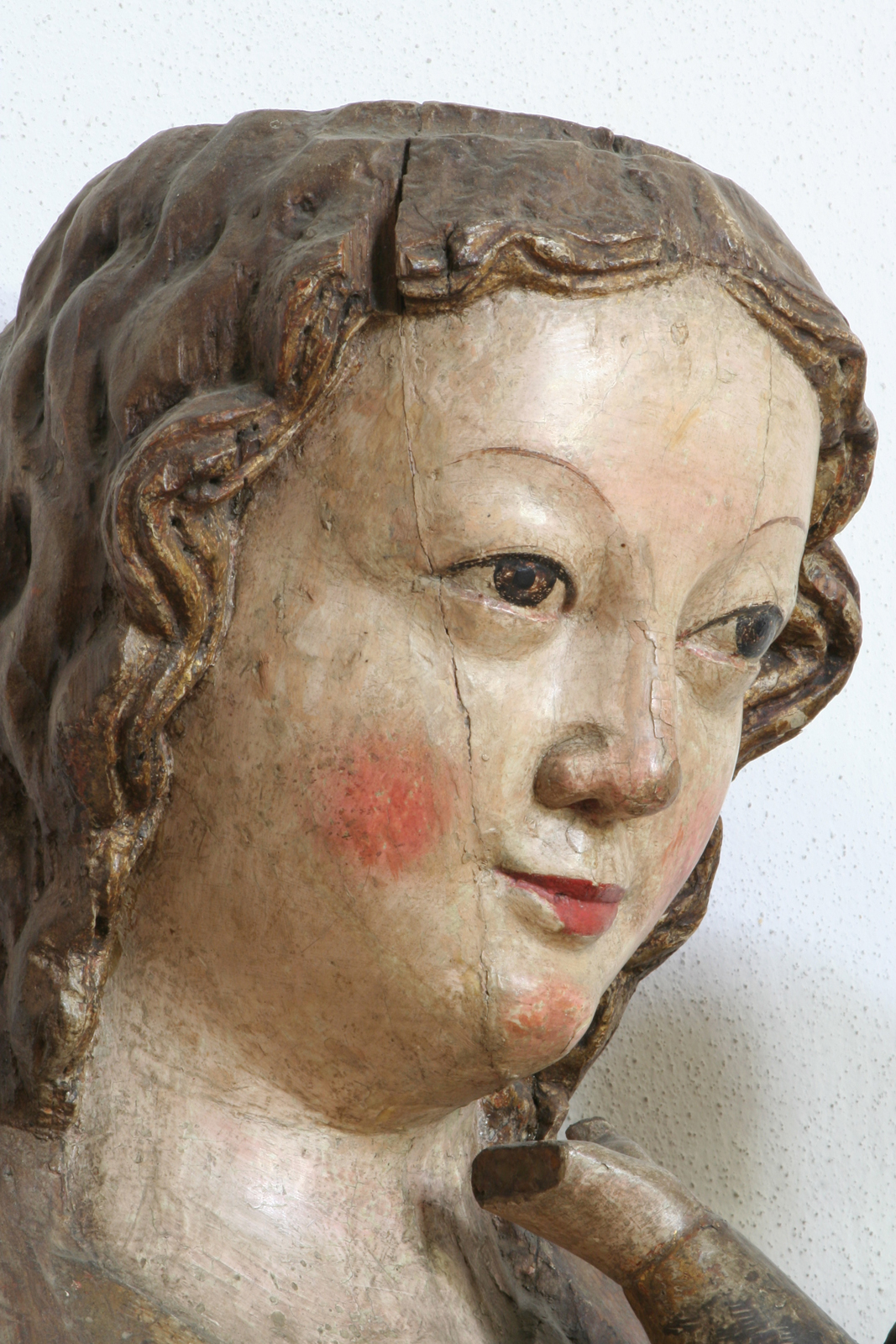
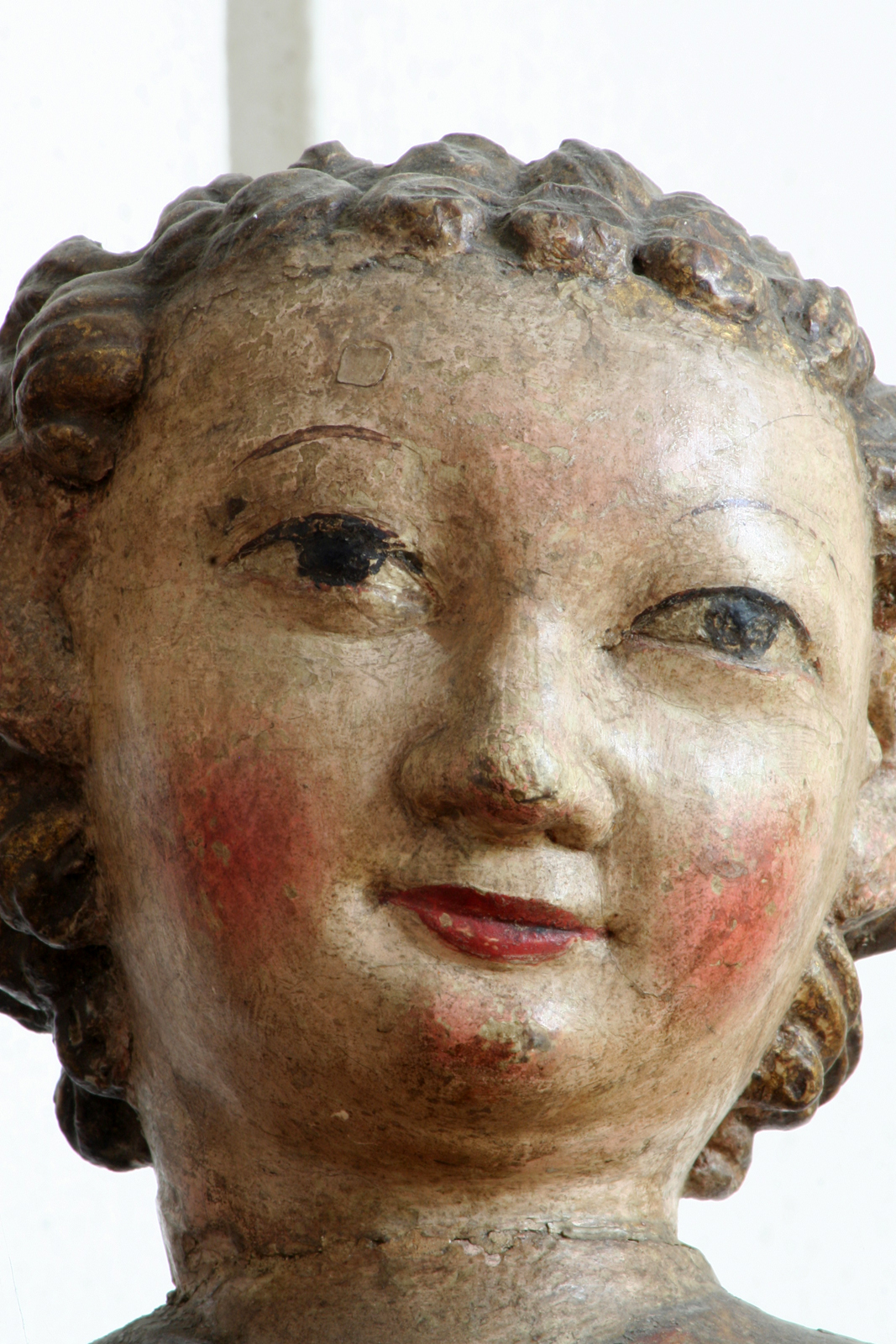

### Příbuzná díla
- Madona z Březence u Chomutova[7]
- Madona ze Strakonic
- Madona z Rouchovan
- Madona z Klentnice (1310)[8]
- Madona ze Straubingu (kolem 1300)[9]
- Trůnící Matka Boží (1290), Norimberk[10]
- Madona ze Spandau (1290), Berlín[11][12]
- Madona z Cáhlova (Freistadtu) (1270–1280)[13]
- Madona z Klosterneuburgu[14]
- Madona z minoritského kláštera z Vídeňského Nového Města (1310)[15]
- Madona ze štýrského Admontu

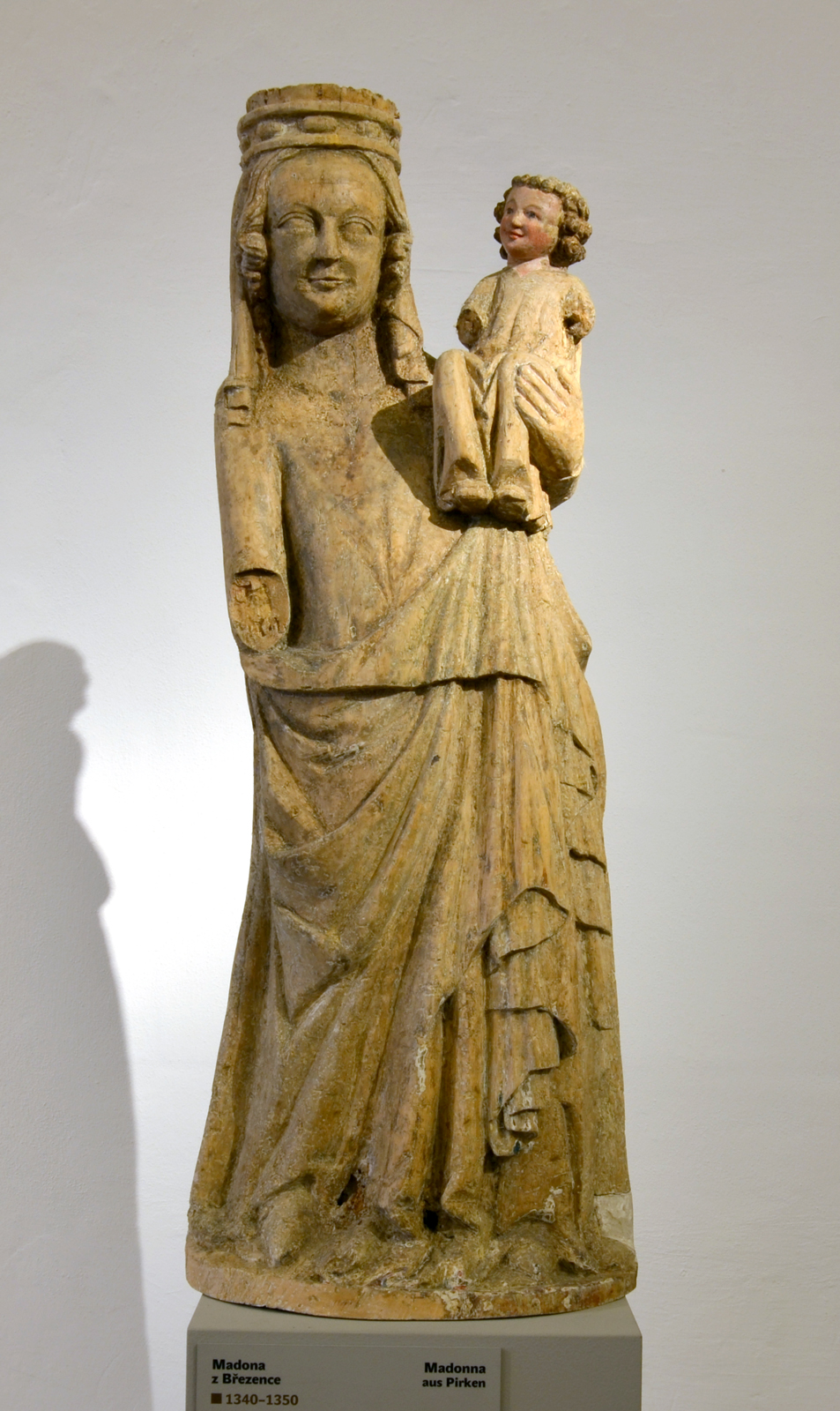
Madona z Březence (1340-1350), Biskupství litoměřické
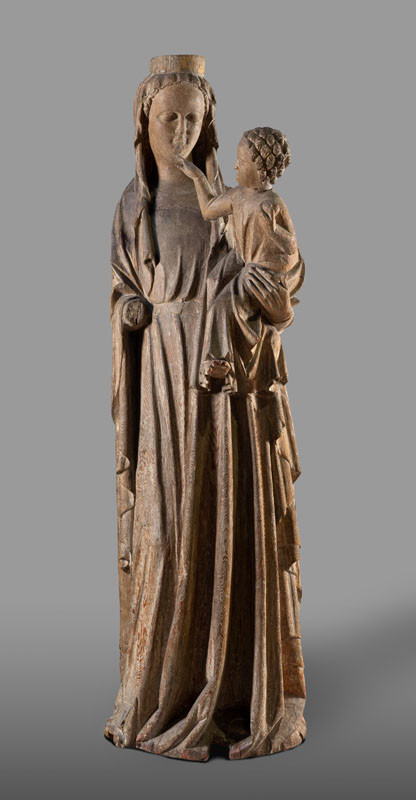
Strakonická madona, Anonym - Čechy (kolem 1300-1320), Národní galerie v Praze
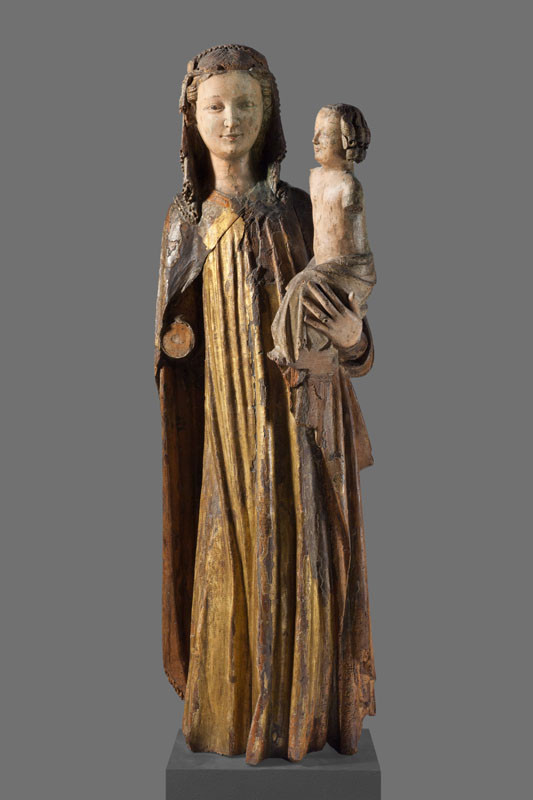
Rouchovanská madona, Anonym - Čechy (kolem 1300-1330), Národní galerie v Praze